# Charles Edward Perugini

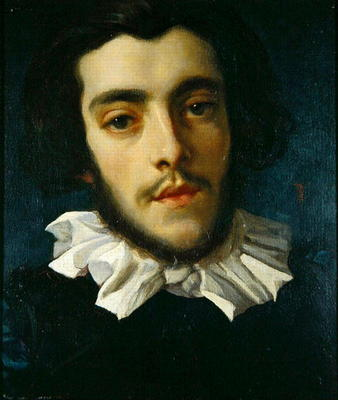
Perugini door Frederic Leighton, 1855

Charles Edward Perugini, eigenlijk Carlo Perugini (Napels, 1 september 1839 - Londen, 22 december 1918) was een uit Italië afkomstige Engelse kunstschilder.

## Leven en werk
Perugini werd geboren in Italië, maar woonde van zijn zesde tot zeventiende jaar met zijn ouders in Engeland. In 1847 keerde hij terug naar Italië om er kunst te gaan studeren. In 1854 trok hij naar Parijs en ging in de leer bij Ary Scheffer. In het atelier van Scheffer maakte hij ook kennis met Charles Dickens, die door Scheffer werd geportretteerd. Rond 1858 ging hij opnieuw naar Engeland, samen met zijn vriend Frederic Leighton, die hij op het continent had leren kennen.
Aanvankelijk werkte Perugini in Leightons atelier, maar in 1863 begon hij zelf een atelier in Londen. In datzelfde jaar had hij ook zijn eerste expositie bij de Royal Academy of Arts. Hij schilderde genrewerken en vooral portretten in een academische stijl, soms met prerafaëlitische invloeden.
In 1874 huwde Perugini de jongste dochter van Charles Dickens, Kate, die een jaar eerder weduwe geworden was. Beiden waren sociaal erg actief in artistieke kringen uit die tijd. Kate was ook zelf een succesvol kunstschilderes en model, onder andere voor John Everett Millais. Zelf maakte Perugini een beroemd geworden portret van het prerafaëlitische model Sophie Gray, dat jarenlang voor een werk van Millais werd gehouden.
Werk van Perugini is momenteel onder andere te bezichtigen in de Manchester City Art Galleries en het Dahesh Museum of Art in New York.

## Galerij

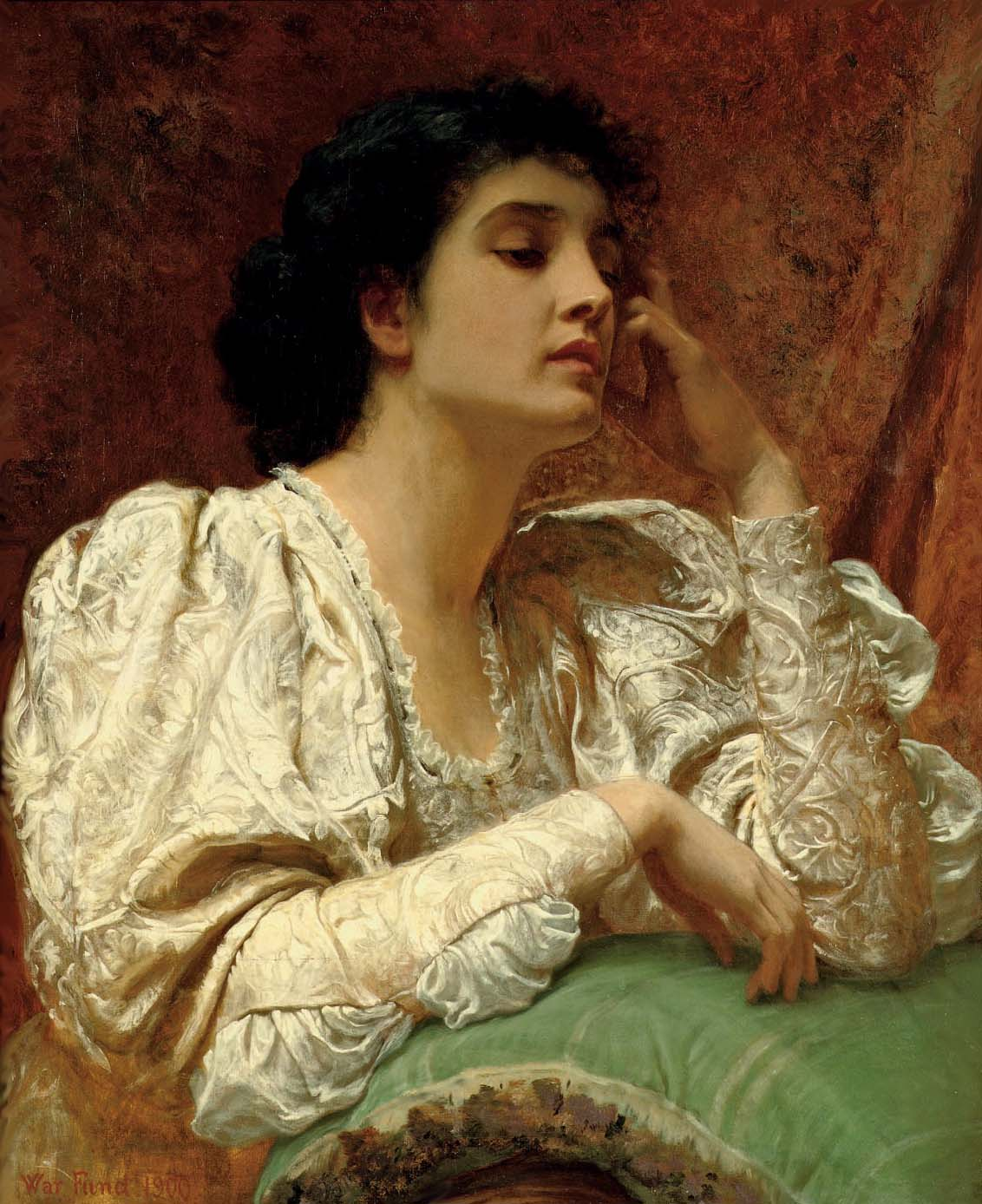
Oh for the Touch of a Vanished Hand
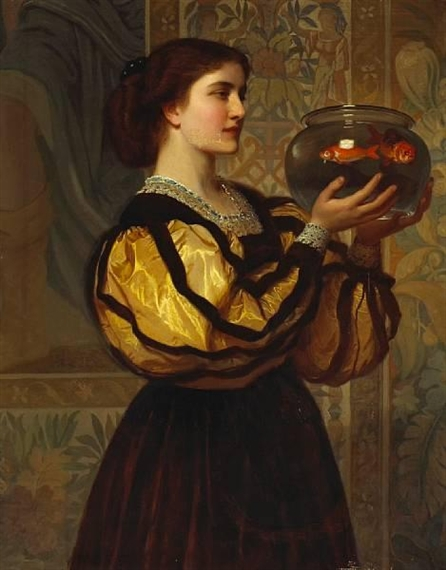
The Goldfish Bowl
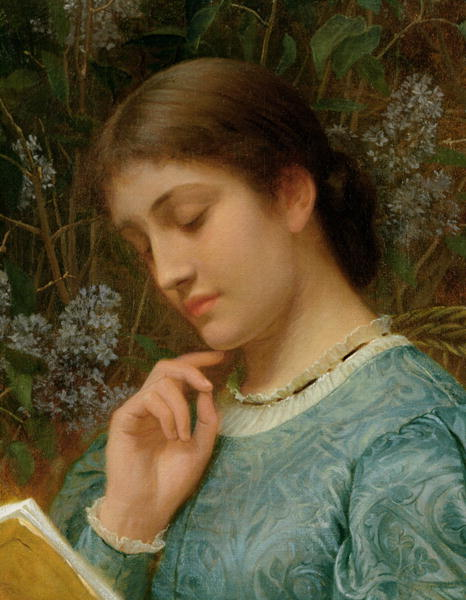
A Girl Reading
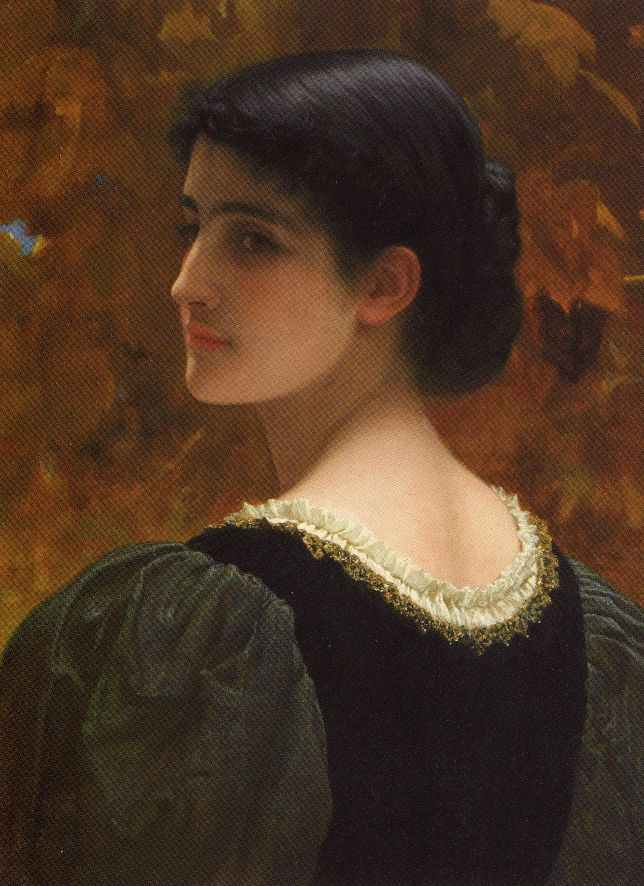
Backward Glance
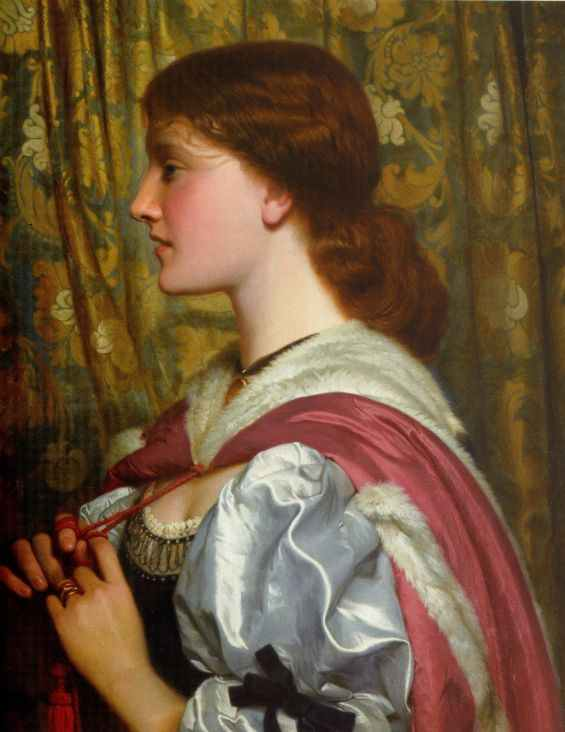
Silvia
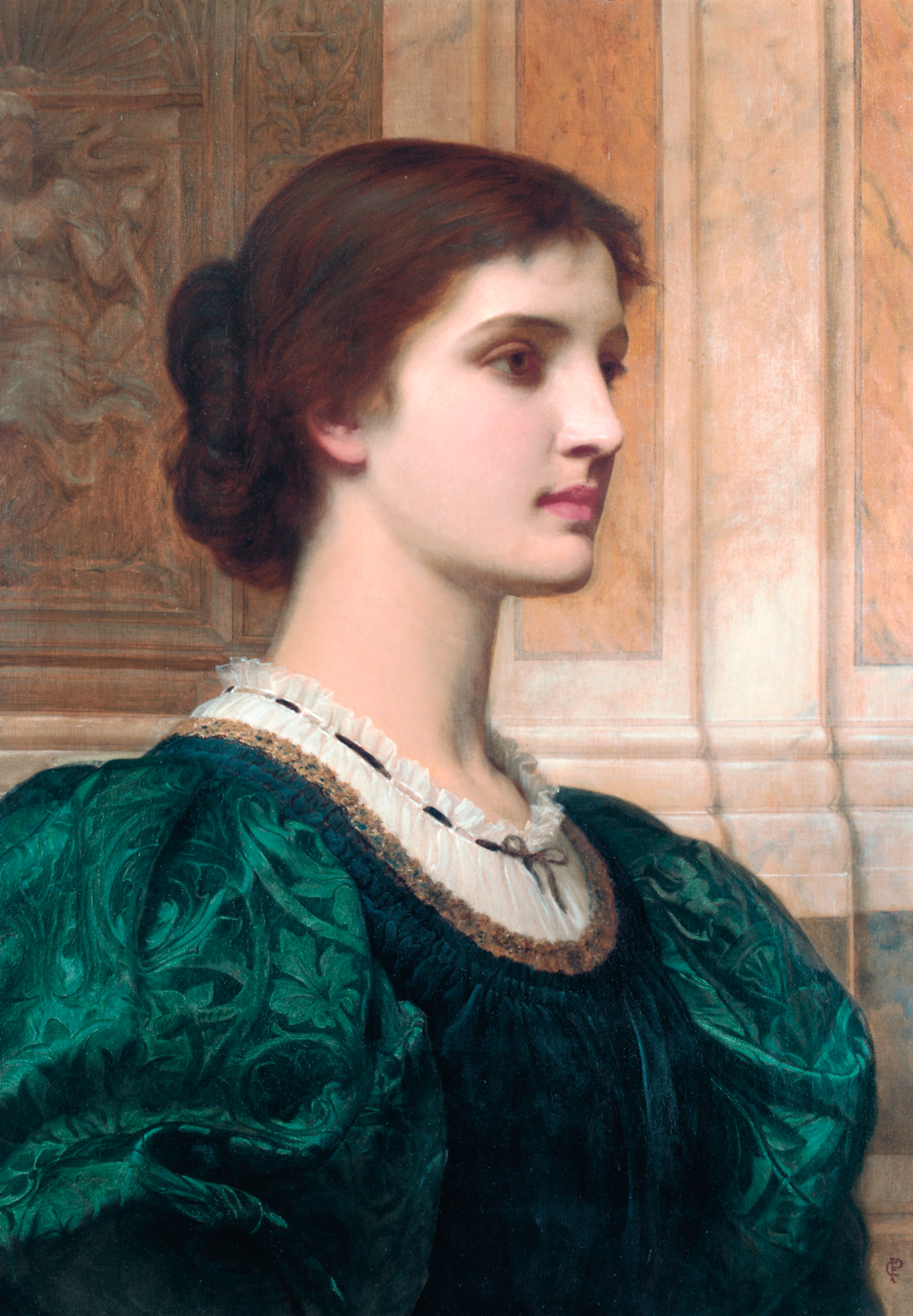
Kate Perugini
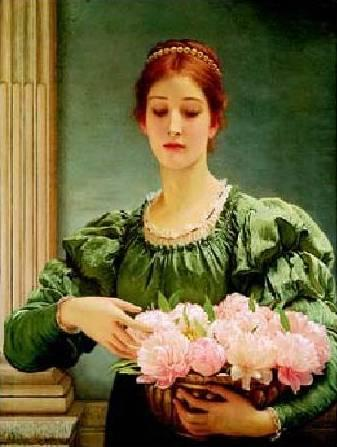
Peonies
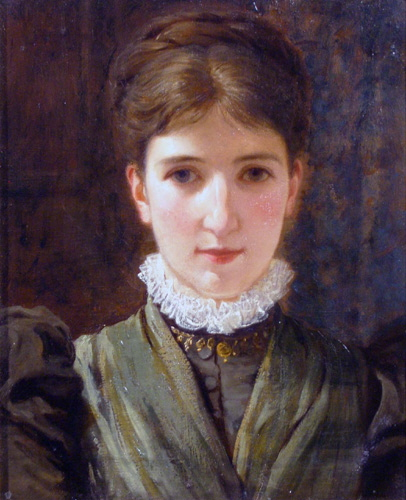
Sophy Gray
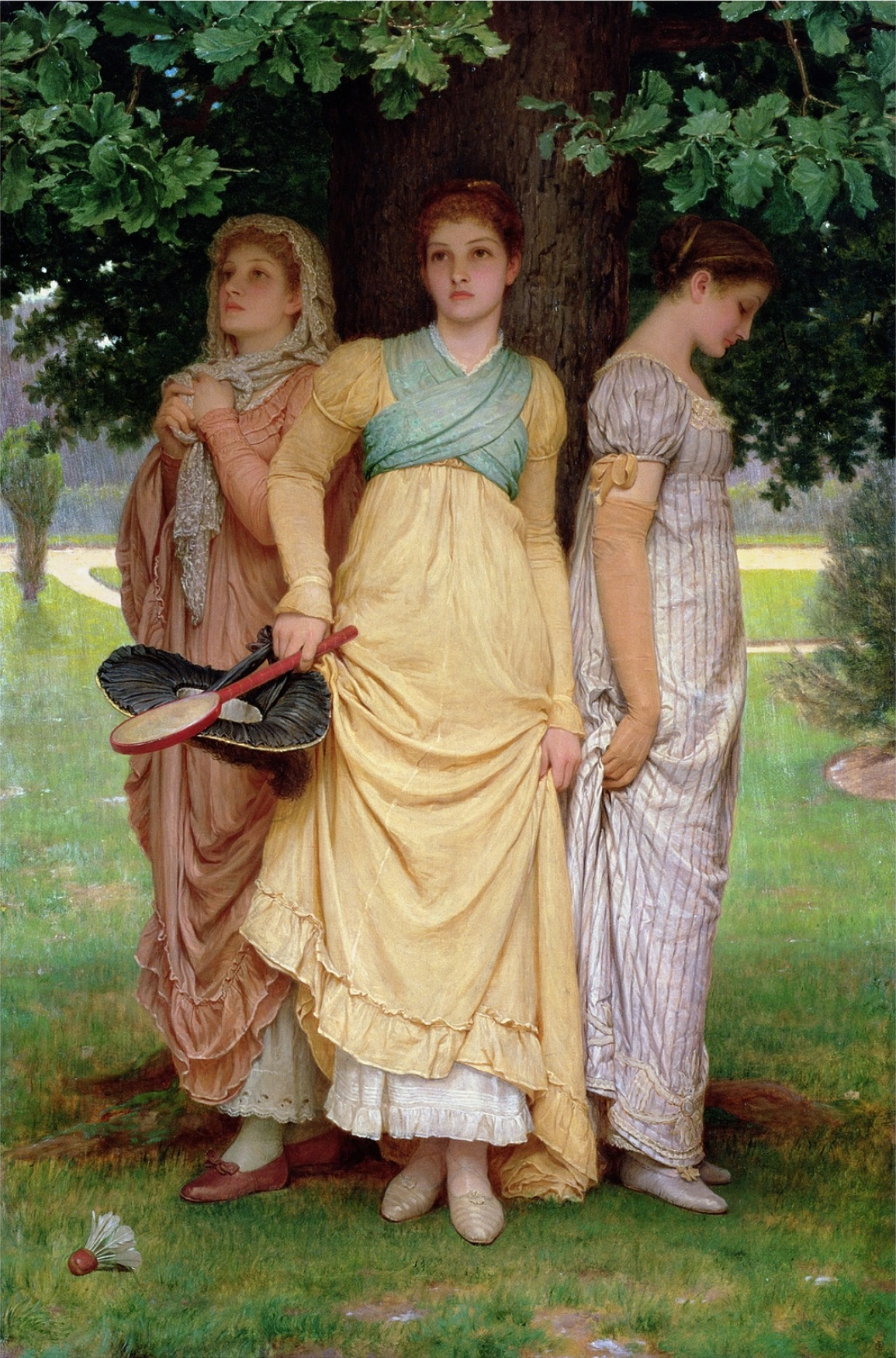
A Summer Shower
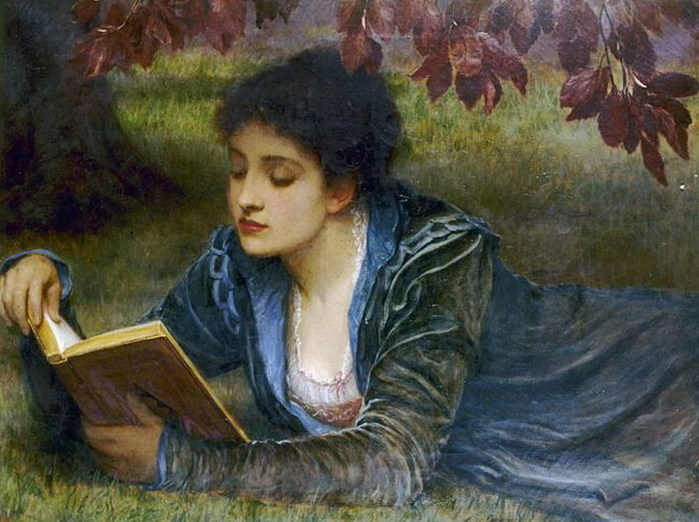
A Girl Reading